# Supermarine Type 324
Los Supermarine Type 324 y Type 325 fueron diseños de cazas bimotores británicos propuestos como reemplazo del Supermarine Spitfire y del Hawker Hurricane. Ninguno de ellos, ni tampoco un diseño revisado (el Type 327) para llevar cañones, fue aceptado para su desarrollo y producción.

## Desarrollo
Como avión que sucedería al Hurricane y al Spitfire que entraban en servicio entonces, la Especificación F.18/37 del Ministerio del Aire requería un caza con más de 400 mph de velocidad (a 15 000 pies) y con armamento de doce ametralladoras de .303 pulgadas. Hawker Aircraft presentó un diseño monoplaza y monomotor con dos posibles motores, el Hawker Tornado propulsado por el Rolls-Royce Vulture, y el Hawker Typhoon, con motor Napier Sabre.
Gloster presentó dos diseños similares de doble botalón con 12 ametralladoras Browning en el morro y un motor Sabre propulsor, así como una adaptación de su propuesta al F.9/37 con armamento montado en el morro. El diseño de Bristol consistió en un avión único que se ofrecía con tres motores alternativos.
En 1938, Supermarine presentó folletos que describían el Type 324 (bajo la especificación de la compañía No.458) junto con el Type 325. Ambos eran diseños compactos bimotores (uno tractor y otro propulsor) con motores Rolls-Royce Merlin o Bristol Taurus.
Los diseños de Hawker, en los que Sydney Camm había estado trabajando desde abril de 1937, fueron aceptados y se encargaron prototipos de cada uno de ellos.

## Diseño
El Type 324 era un monoplano bimotor de ala baja que presentaba la forma de ala elíptica del Spitfire, con tren de aterrizaje triciclo retráctil.
Se esperaba que los motores gemelos proporcionaran una velocidad máxima de 450 mph. Además, el diseño bimotor proporcionaba las ventajas habituales de cancelación de par, mejor visibilidad del piloto, tren de aterrizaje triciclo, prestaciones, mejor rendimiento de despegue y permitía el uso del probado motor Merlin.
La estructura del avión era de la aleación de aluminio Alclad. El ala fue diseñada en secciones, de modo que se pudieran acomodar motores alternativos (Taurus) o armamento. Se instalaron flaps tipo Fowler para el despegue y el aterrizaje. Se instalaron flaps deflectores para mejorar el rendimiento.
Se consideraron varios tipos de armamento. El principal era 12 Browning en dos paquetes de seis en cada sección exterior alar; estos se podían desmontar junto con la munición para permitir un rápido rearme y mantenimiento de las armas.
Cuando el Ministerio del Aire consideró que el progreso del caza con cañones Westland Whirlwind era demasiado lento, solicitó que se revisaran las ofertas del F.18/37 con armamento con cañones de 20 mm. Supermarine abandonó el diseño del propulsor y propuso un caza de seis cañones denominado Type 327. El Ministerio no consideró que sus ventajas superasen otras consideraciones y que el Whirlwind (o la adaptación Bristol Beaufort) entraría en servicio antes que el diseño de Supermarine.

## Especificaciones

### Características generales
- Tripulación: Uno (piloto)
- Longitud: 9,6
- Envergadura: 12,5 m (41 ft)
- Altura: 3,1 m (10,2 ft)
- Planta motriz: 2× motor lineal V12 refrigerado por agua Rolls-Royce Merlin. cada uno.

### Rendimiento
- Velocidad máxima operativa (Vno): 724 km/h (450 MPH; 391 kt)
- Velocidad crucero (Vc): 314 km/h (195 MPH; 170 kt) a 4572 m (15 000 pies)

## Aeronaves relacionadas

### Secuencias de designación
- Secuencia Numérica (interna de Supermarine): ← 321 - 322 - 323 - 324 - 325 - 326 - 327 - 328 - 329 - 330 →